# Dalbasan, Yayladere
Dalbasan là một xã thuộc huyện Yayladere, tỉnh Bingöl, Thổ Nhĩ Kỳ. Dân số thời điểm năm 2010 là 50 người.